# Blaenrheidol
Blaenrheidol est une communauté du Ceredigion, au pays de Galles.

## Géographie
Blaenrheidol est située dans le nord-est du Ceredigion, à la frontière du Powys, dans les monts Cambriens. Elle doit son nom à la Rheidol, un affluent de l'Ystwyth qui la traverse. Le sommet du Plynlimon et le réservoir de Nant-y-moch (en) se trouvent également sur son territoire.
La communauté se compose des villages et hameaux de Llywernog (en), Ponterwyd (en) et Ystumtuen (en).

## Démographie
Au recensement de 2011, la communauté de Blaenrheidol comptait 495 habitants.